# Arabia Pétrea
La provincia romana de Arabia Pétrea (en latín, Arabia Petraea) fue establecida en el siglo II, y continuó existiendo dentro del Imperio bizantino hasta su invasión por el Califato ortodoxo en 630.

## Historia
Estaba conformada por el anterior reino nabateo: parte de la actual Jordania, un fragmento meridional de la Siria moderna, el Sinaí (Egipto), y regiones del noroeste de Arabia Saudita y sur de Israel. Su capital era Petra. Limitaba al norte con la provincia de Siria; al oeste con las provincias de Judea y Egipto; y al este y el sur con la Arabia independiente, que los romanos dividían en Arabia Deserta (al este) y Arabia Felix (al sur), denominando en general a esta frontera como limes Arabicus.
Fue anexionada por el gobernador de Siria Aulo Cornelio Palma en el año 106 tras la muerte del rey cliente Rabel II sin apenas resistencia, época en que también otras provincias de la frontera oriental del Imperio romano fueron conquistadas. Fue mantenida después del fin del reinado de Trajano, a diferencia de Armenia, de Mesopotamia y de Asiria. 
No produjo ningún usurpador, sólo un emperador: Filipo el Árabe, que pese a ser así llamado, era de Shahbā, una ciudad siria anexada a la Provincia de Arabia entre los años 193 y 225 (Filipo había nacido en el 204). Debido a su naturaleza de provincia fronteriza, Arabia Pétrea bordeaba el desierto poblado por la tribu nómada de los sarracenos, que servían como colchón ante los partos.
Sin embargo, pese al acoso y ocupación eventual por parte de los partos y las tropas de Palmira, Arabia Pétrea no sufrió las incursiones constantes que asolaban otras fronteras romanas, como Germania Superior y África.
Fue base de la legión Legio III Cyrenaica, trasladada a Bostra desde Egipto. A partir de la reforma administrativa de Diocleciano formó parte de la diócesis de Oriente. Fue finalmente conquistada por los árabes en el año 635 con la derrota del Imperio romano de oriente.

## Gobernadores
- Cayo Claudio Severo (106-115/116).[3]
- Quinto Antistio Advento.[4]
- Lucio Emilio Caro (141-144)
- Lucio Claudio Severo (161-169).[4]

## Romanos en el norte de la península de Arabia
Recientemente han sido descubiertas evidencias de la presencia de legionarios romanos en Madain Salih en los montes Hiyaz de la Arabia noroccidental: por consiguiente se ha aumentado considerablemente la superficie de la provincia romana de Arabia Pétrea. Los romanos bajo Trajano ocuparon el norte de Arabia hasta el puerto de Leuke Kome (cerca de Medina).